# Grupo de Fieles Nuestra Señora de la Bella de Sevilla
El Grupo de Fieles de Nuestra Señora de la Bella de Sevilla es una asociación religiosa fundada en 2024 en la ciudad de Sevilla, España. Su principal objetivo es promover la devoción a la Virgen de la Bella, una advocación mariana originaria de Lepe, Huelva, y extender sus tradiciones a la capital andaluza. La Virgen de la Bella es reconocida como patrona de Lepe y su romería anual es una de las más relevantes de Andalucía.

### Historia
El grupo se constituyó oficialmente el 11 de febrero de 2024 con una Santa Misa Fundacional celebrada en la Parroquia de San Joaquín, ubicada en el barrio de Triana, Sevilla. En este acto participaron numerosos fieles, así como autoridades civiles y religiosas, destacando la presencia del alcalde de Lepe, Juan Manuel González, y del antiguo párroco de la localidad, Feliciano Fernández. La misa estuvo presidida por el párroco de San Joaquín, D. Gregorio Sillero Fernández.

### Actividades y Objetivos
El grupo organiza actos litúrgicos y culturales para fomentar la devoción a la Virgen de la Bella en Sevilla, conectando las tradiciones de Lepe con la capital andaluza. Entre sus objetivos a largo plazo está la aspiración de convertirse en hermandad filial de la Muy Ilustre, Fervorosa y Franciscana Hermandad Matriz de Nuestra Señora de la Bella. Además, busca estrechar lazos entre los fieles residentes en la provincia de Sevilla a través de eventos religiosos y sociales.

### Relación con la Virgen de la Bella
La Virgen de la Bella, venerada desde siglos atrás en Lepe, es el centro de devoción del grupo. La advocación tiene una destacada romería anual en su localidad de origen, siendo una de las más importantes de la región. Más información sobre esta advocación puede encontrarse en el artículo principal de Wikipedia: Virgen de la Bella.

### Sede: Parroquia de San Joaquín
La Parroquia de San Joaquín, ubicada en la calle Papa Juan Pablo I, es un lugar emblemático del barrio de Triana.